# Fred Mayer (Fotograf)

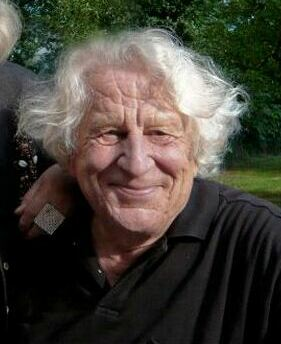
Fred Mayer (2011)

Fred Mayer (* 28. Februar 1933 in Luzern; † 25. November 2021) war ein Fotograf mit schweizerisch-deutscher Doppelbürgerschaft. Er arbeitete für Stern, Geo, die Neue Zürcher Zeitung, die Schweizer Illustrierte und diverse Presseagenturen, darunter ATP, DPA und AFP. Außerdem publizierte er diverse Portfolios und Bücher und arbeitete für Magnum Photos.

## Leben
Von 1949 bis 1953 machte er eine Fotografenlehre bei Otto Pfeifer in Luzern. Danach arbeitete er als Pressefotograf für Bildagenturen und ab 1956 als freischaffender Reportagefotograf und Textautor.
Fred Mayer war mit der Fotografin Ilse Günther-Mayer (1934–2021) verheiratet.

## Werk
Mayer veröffentlichte, oftmals gemeinsam mit seiner Frau, mehr als 30 Bücher. Dazu gehört unter anderem auch ein Bildband über den Vatikan. Für Magnum Photos reiste er nach Indonesien, wo er eine Reportage über den damaligen Präsidenten Sukarno erstellte. Auch den ehemaligen König Hussein von Jordanien begleitete Mayer lange Zeit. Fred Mayer veröffentlichte außerdem Hommage to Hermann Hesse and his Siddhartha, einen Bildband, der von Hesses Novelle inspiriert ist. In dem Bildband versuchte Mayer, diverse Szenen aus Siddhartha mit seiner Kamera einzufangen.

## Auszeichnungen
Im Jahr 2006 erhielt Mayer eine Auszeichnung für sein Lebenswerk von dem Verband der Schweizer Berufsfotografen (SBF). Außerdem wurde er 2011 für einen Best of ASMP Award nominiert.